# Могилово
Могѝлово е село в Южна България, община Чирпан, област Стара Загора.

## География
Село Могилово се намира на около 21 km запад-югозападно от областния център Стара Загора и 17 km север-североизточно от общинския център Чирпан. Разположено е в северната част на Чирпанските възвишения. През южната част на Могилово тече от запад на изток малка река от речната система на река Ракитница – Конопчийска (Карапчанска) река, на чийто ляв приток Манастирска река има микроязовир на около километър северозападно от селото. Надморската височина в центъра на селото е около 312 m, на север от него се издига височината „Марашито“ (497,2 m), а на юг – височината „Усоето“ (482,7 m). Климатът е преходно-континентален.
Общински пътища водят от Могилово:
- на юг през село Винарово до връзка с второкласния републикански път II-66 и по него на югозапад до връзка с автомагистрала „Тракия“ и към град Чирпан;
- на запад – след северно разклонение за село Стоян-Заимово – през село Изворово до връзка с третокласния републикански път III-608 и по него на юг през село Спасово към град Чирпан;
- на североизток до разклон и село Елхово на запад, а на изток през село Кирилово към село Богомилово и град Стара Загора.

Землището на село Могилово граничи със землищата на: село Сладък кладенец на северозапад; село Елхово на север; село Яворово на изток; село Винарово на юг; село Стоян-Заимово на запад.
Етническият състав на населението на село Могилово по численост и дял на етническите групи според преброяването през 2011 г. е:
| Етнически групи     | Численост | Дял (в %) |
| Общо                | 145       | 100       |
| Българи             | 143       | 98,62     |
| Турци               | 0         | 0         |
| Цигани              | ...       | ...       |
| Други               | ...       | ...       |
| Не се самоопределят | ...       | ...       |
| Не отговорили       | 0         | 0         |

Числеността на населението на село Могилово по данните от преброяванията от 1934 г. насам се променя както следва:
| \| Година на преброяване \| Численост \| \| --------------------- \| --------- \| \| 1934 \| 1251 \| \| 1946 \| 1260 \| \| 1956 \| 995 \| \| 1965 \| 658 \| \| 1975 \| 462 \| \| 1985 \| 356 \| \| 1992 \| 316 \| \| 2001 \| 220 \| \| 2011 \| 145 \| \| 2021 \| 164 \| |           |
| Година на преброяване | Численост |
| 1934 | 1251      |
| 1946 | 1260      |
| 1956 | 995       |
| 1965 | 658       |
| 1975 | 462       |
| 1985 | 356       |
| 1992 | 316       |
| 2001 | 220       |
| 2011 | 145       |
| 2021 | 164       |

.

## История
След Руско-турската война 1877 – 1878 г. по Берлинския договор 1878 г. селото – тогава с име Конопчии, остава в Източна Румелия; присъединено е към България след Съединението 1885 г. Селото с име Конопчии е преименувано на Могилово през 1906 г.
Църквата „Въведение Богородично“ в село Конопчии (Могилово) е построена през 1830 г. През 1928 г. сградата рухва по време на Чирпанското земетресение. Възстановена е през 1930 г. След 1944 г. дейността в храма постепенно е намалена и накрая църквата е изоставена. Възстановена и обновена е през 2018 г.
Читалище „Петко Колев Гъбев“ е създадено през 1930 г. През 2009 г. на законово основание към наименованието му е добавена годината на неговото първоначално създаване и то става „Петко Колев Гъбев - 1930“.

## Обществени институции
Изпълнителната власт в село Могилово към 2025 г. се упражнява от кметски наместник.
В село Могилово към 2025 г. има:
- действащо читалище „Петко Колев Гъбев - 1930“;[13]
- православна църква „Света Богородица“.[14]

## Редовни събития
За първи път от 30 години кметският наместник Марин Маринов Петков провежда общоселски сбор. На него присъстват много гости от градовете Чирпан и Стара Загора. За настроението на присъстващите се погрижват оркестър „Южни Ритми“ и солисти Тодор и Донка Кожухарови.

## Културни и природни забележителности
Село Могилово попада в обхвата на Защитената зона по директивата за местообитанията „Чирпански възвишения“.

## Други
В село Могилово, общ. Чирпан по проект на казахстанския бизнесмен Евгений Юсупов е създадена „Мидалидаре Естейт“. Самият той не живее в България, но любовта към историята, природата и доброто вино го подтикват да инвестира в село Могилово. Създавайки истински оазис за душата, мястото се превръща в атрактивна дестинация за винен туризъм. Първата изба Мидалидаре Естейт е построена през 2009 г., като имението е разполагало с 4 души и 160 дка. лозови масиви. Днес, няколко години по-късно през 2014 г. е налице втора изба, която е с много по-голям обем и изключително различна като стил. Лозовите насаждения наброяват 1650 дка. /165 хектара/, а уменията по производството и качеството на виното се увеличава с всяка изминала година. Годишно производство е от 330 000 бутилки. Белите сортове са – Sauvignon Blanc (совиньон блан), Semillon (семийон), Pinot Gris (пино гри), Chardonnay (шардоне), Muscadelle (мускадел), Grenache blanc (гренаш блан) и червените – Cabernet Franc (каберне фран), Melrot (мерло), Malbec (малбек), Syrah (сира), Cabernet Sauvignon (каберне совиньон) и Petit Verdot (пети вердо), подбрани в унисон с климатичните особености и почвените характеристики на региона. Тези, които обичат Тоскана и нейната пасторална атмосфера, ще бъдат очаровани от българския вариант, който е в по-първичен вид, но с не по-малко очарование. Изградена е изба за естествено пенливи вина.